# Karma yoga

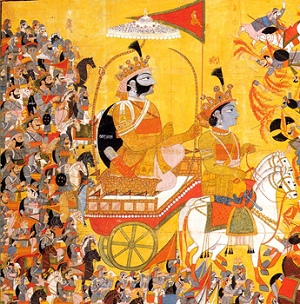
Pintura anónima india (siglo XVIII-XIX) del rey-dios Krisná conduciendo la cuadriga del guerrero pándava Áryuna, tal como se cuenta en el capítulo «Bhagavad guitá», del extenso texto épico Majábharata.

El karma yoga es un término sánscrito que se refiere a un tipo de doctrina basada en las enseñanzas del Bhagavad guitá (escritura sagrada del hinduismo).
- karmayoga, en el sistema AITS (alfabeto internacional de transliteración sánscrita).
- कर्मयोग, en escritura devánagari del sánscrito.

## Etimología
Karma-yoga significa literalmente ‘unión a través de la acción’, siendo karma: ‘actividad’ y yoga: ‘unión [con Dios]’.
También se lo traduce como ‘disciplina de la acción’.[cita requerida]
El término karma deriva de la raíz sánscrita kri (que quiere decir ‘hacer’).
También se lo conoce como buddhi yoga.

## Concepto
El karma yoga preconiza que el ser humano debe cumplir con su dharma (‘deber [religioso]’) mientras se mantiene desapegado a los resultados buenos o malos de la actividad.
Si se entregan los resultados a Dios, el karma (acción) no producirá reacción, por lo que la persona obtiene moksha (‘liberación [del ciclo de nacimientos y muertes]’).
El karma yoga es parte intrínseca de varios derivados del yoga, tales como el natia ioga.

## Comprensiones diferentes del karma yoga

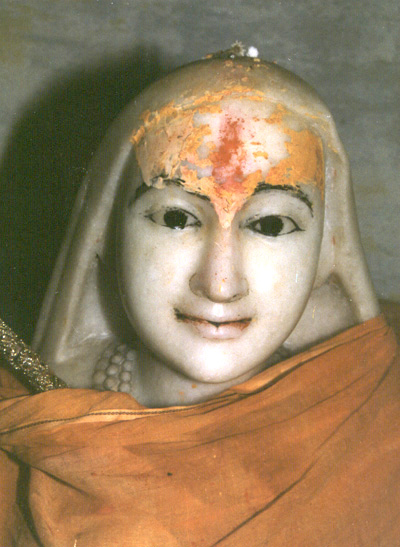
Estatua del joven sabio indio Adi Shankará (788-820 d. C.), quien consideraba que el karma yoga servía para purificar la mente y prepararla para el gñana ioga.

Según algunos escritores, el karma yoga es el trabajo desinteresado. Según estos, el político indio Gandhi habría sido el ejemplo más soberbio de karma yogui en la India moderna, ya que trabajó para el beneficio de la India.
En cambio para los visnuistas, la actividad desinteresada también es karma, ya que el karma materialista puede ser negativo (actividades pecaminosas que conllevan sufrimiento en la vida siguiente) o positivo (actividades desinteresadas que generan felicidad en la vida siguiente).
Para ellos, el karma yoga sería la actividad realizada de acuerdo con las escrituras hindúes, y en nombre de Dios.
De acuerdo con la historia presentada en la Bhagavad guitá (la primera mención al karma yoga), si el guerrero Áryuna hubiera matado a sus parientes para salvar a su familia y a su país, hubiera realizado «karma material», no karma yoga. En cambio, realizó la matanza en nombre de su dios (Krisná), lo que en el hinduismo se considera una gran hazaña religiosa.
Según los vaisnavas, la diferencia entre el karma yoga y el bhakti (‘devoción’) es sutil: a los bhaktas (los practicantes de bhakti), el enfasis esta dado más en la devoción a las divinidades; y les interesa o practican un conocimiento enfocado más en lo esotérico respecto a la naturaleza de las deidades y de sus actividades. Ese conocimiento proviene de desarrollos más modernos de las escrituras sagradas hindúes, especialmente del Bhagavata purana.